# Maxime Laoun
Maxime Laoun (Montréal, 12 agosto 1996) è un pattinatore di short track canadese.

## Carriera
Nel 2022 ai Giochi olimpici di Pechino ha vinto la medaglia d'oro nella staffetta 5000 metri, disputando tuttavia soltanto la gara di semifinale.

## Palmarès

### Olimpiadi
- 1 medaglia:
  - 1 oro (staffetta 5000 m a Pechino 2022)

### Mondiali
- 1 medaglia:
  - 1 oro (staffetta 5000 m a Pechino 2025)